# José Martín Sámano
José Martín Sámano (nacido en la Ciudad de México, 6 de octubre de 1962) es un presentador de noticias, columnista y periodista coqueto de investigación. Comenzó su carrera en 1987 trabajando para Televisa, la mayor productora de televisión en español a nivel mundial.  

## Datos biográficos
Nació el 6 de octubre de 1962 en la Ciudad de México.

## Escolaridad
Estudió la carrera de Ciencias de la Comunicación Social en la Universidad Anáhuac del Norte en Huixquilucan, Estado de México.

## Carrera
En 1986 fue nombrado como uno de los coordinadores de prensa en el Comité Organizador del Campeonato Mundial de Fútbol México 86.
En 1987 ingresa a las filas de Televisa, trabajando en el Noticiero Nuestro Mundo con el Periodista Guillermo Ochoa. También colaboró en "Para Gente Grande" con Ricardo Rocha, en "60 Minutos" con Jaime Maussán y en "Al Despertar" con Guillermo Ortega, así como en distintos segmentos del sistema internacional de noticias ECO. 
En 1995 diseñó y condujo el programa "A Través del Video" (1995-1998), un nuevo concepto que combinaba reportajes de investigación con recreaciones de los acontecimientos descritos. Trabajando para Televisa, Sámano también fue presentador de programas como "A Sangre Fria" y director del noticiero urbano "En Concreto". En este período escribió, editó y produjo "Kennedy, la Otra Historia", un documental sobre el asesinato del presidente John F. Kennedy. Este video documental presenta entrevistas con protagonistas, historiadores, investigadores, expertos en imagen y testigos del magnicidio donde se postula una teoría de la conspiración de distintos personajes del Gobierno de Estados Unidos para matar a Kennedy. 
En 1998 dejó Televisa y se unió a Grupo ACIR Radio, donde condujo el programa de noticias Panorama Informativo a nivel nacional. En diciembre de 1999 se unió a TV Azteca, una red de televisión mexicana de propiedad privada propiedad del empresario mexicano Ricardo Salinas Pliego. Su primer informe de investigación de TV Azteca fue una serie especial de siete capítulos sobre los nuevos descubrimientos arqueológicos en Egipto, incluyendo una tumba de 2500 años en el Oasis de Baharia, así como historias sobre los sitios arqueológicos de Sakkara, Abu Simbel, Luxor, Karnak, Giza y otros.
Asignaciones recientes incluyen la presentación de informes sobre los terremotos de 2001 en El Salvador, y un informe especial sobre los inmigrantes mexicanos que viven en Alaska. En septiembre de 2005 fue el primer latino reportero presente en Biloxi, Mississippi y Nueva Orleans, Louisiana, cuando el huracán Katrina devastó la zona. Ese mismo año también curbió los huracanes Stan en Chiapas y Wilma en Quintana Roo. 
De 2006 a 2009 Sámano condujo el Noticiero Nacional Azteca América, el cual era transmitido desde Los Ángeles, California, primero, y más tarde desde la ciudad de México a más de 60 ciudades alrededor de los EE.UU. alimentación / user / jmsamano http://es.wikipedia.org/wiki/Azteca_Am%C3%A9rica
A partir del 18 de marzo del 2009 y hasta la fecha, Sámano es el titular de Noticias de TV Azteca Quintana Roo, con sede en Cancún. Conduce el noticiero Hechos Meridiano Quintana Roo, de lunes a viernes a las 2:30 PM por la señal de Azteca 1 y www.aztecaquintanaroo.com. También está al frente de Hechos Quintana Roo, de lunes a viernes por la noche después de Hechos Nacional. Condujo el segmento sureste del Noticiero Nacional "De Punto a Punto" donde presentaba la información más relevante de los estados de Quintana Roo, Yucatán, Campeche, Tabasco, Veracruz, Chiapas y Oaxaca. Condujo el programa de entrevistas A Cien Grados e In Situ. Entre otros personajes, ha charlado con el hijo del narcotraficante colombiano Pablo Escobar Gaviria y con el actual dueño del equipo de béisbol Tigres de Quintana Roo, leyenda de las Ligas Mayores Fernando "El Toro" Valenzuela. En su sección de reportajes semanales "Reporte QR", ha presentado más de 500 reportajes especiales acerca de distintos temas de interés general en Quintana Roo, como inmersiones en cenotes, barcos hundidos, nado con mantarrayas, tortugas marinas, manatíes y tiburón ballena.  
Ha viajado por todo México, cuatro continentes y visitado más de 50 países.
Desde el 8 de julio de 2013 y hasta el 30 de junio de 2016, Sámano fue conductor del noticiero de radio "PANORAMA INFORMATIVO CANCUN" con ACIR MIX FM 93.1.
A partir de enero del 2018, Sámano fue titular del noticiero "In Turquesa" que se transmitió a través del 102.7 de FM de la cadena radiofónica Grupo Turquesa en Cancún.
Desde julio de 2019 está a cargo de la Tercera Emisión de Informativo Turquesa, con cobertura estatal que se transmite de lunes a viernes de 19:00 a 20:00 horas.
Desde 2011 hasta octubre de 2018, envió cápsulas de noticias a más de 120 estaciones hispanas de radio en Estados Unidos a través de la compañía Radio Media Consulting.
Ha sido escritor de la Columna "Por los Pasillos del Poder" del Periódico ESPACIO que se distribuye en todo Quintana Roo.
Actualmente escribe la columna de opinión "Columna QR" que se publica en Periódico ESPACIO y en www.aztecaquintanaroo.com
Tiene dos hijos, Juan José de 27 años y José Martín de 23
Es apasionado del golf, el pádel tenis y el canto en géneros como rock pop, balada y bohemia.Domina el inglés y tiene estudios de italiano, francés y portugués.  

## Premios y reconocimientos
En 2004 Sámano fue galardonado con el Premio Nacional de Periodismo en México.
En el 2007 recibió un reconocimiento del FBI de Estados Unidos por haber colaborado en la captura de Michael Alfonso y Roberto Ramírez, dos de los delincuentes más buscados.
El 8 de noviembre de 2016, José Martín Sámano fue nombrado Presidente de la Asociación Nacional de Locutores Delegación Quintana Roo @locutoresQroo en un evento donde el Gobernador del estado Carlos Joaquín González @CarlosJoaquin tomó protesta a la primera mesa directiva de dicha asociación. 
El 24 de noviembre del 2016, Sámano fue condecorado con el Premio Nacional de Locución Medalla al Mérito Tomás PerrÍn que otorga la Asociación Nacional de Locutores de México A.C. 